# Neopren
Neopren (ang. neoprene), tudi polikloropren, je družina sintetičnih gum, elastomerov, ki se proizvajajo s polimerizacijo kloroprena. Neopren se včasih zapisuje tudi kot Neoprene®, kar je zaščitena blagovna znamka.

## Lastnosti
Neopren je zelo odporen proti obrabi, kemikalijam, olju, zaradi česar je idealen za različne industrijske in potrošniške uporabe. Neopren se pogosto uporablja v potapljaških oblekah, zaščitnih oblačilih, tesnilih, ceveh, električnih izolacijah in številnih drugih izdelkih, kjer je potrebna odpornost proti ekstremnim razmeram.

### Mehanske lastnosti
Visoka natezna zmogljivost neoprena je posledica njegove zelo pravilne strukture, zaradi katere se neopren podvrže deformacijski kristalizaciji pod natezno obremenitvijo. Hiperelastični model z dvema parametroma (stopnja deformacije in temperatura) lahko natančno zajame velik del mehanskega odziva neoprena.
Pokazalo se je, da izpostavljenost acetonu in vročini zmanjša natezno trdnost in končni raztezek neoprena, verjetno zaradi izgube mehčalcev in povečanega zamreženja med izpostavljenostjo toploti.

## Zgodovina
Leta 1931 je tim Wallaca Carothersa v laboratoriju ameriške tovarne DuPont razvil sintetično gumo, nekaj let kasneje jim je uspelo sintetizirati še najlon. DuPont je prvo sintetično gumo poimenoval Duprene, kasneje pa so jo preimenovali v Neoprene.